# Euro 3
Euro 3  è un insieme di standard sulle emissioni che si applica ai veicoli stradali nuovi venduti nell'Unione europea introdotto nel 1999. Nell'ambito di una politica volta a ridurre l'inquinamento atmosferico e sulla base degli studi relativi alla chimica ambientale sugli inquinanti di fonte veicolare, per i mezzi a benzina non vengono stabiliti limiti di emissione di polveri, poiché la combustione di tale carburante ne produce in quantità minima.
L'Euro 3 sostituisce l'Euro 2, ed è stato sostituito dall'Euro 4.

## Limiti
| Mezzo/classe veicolo                                                                     | Motorizzazione | CO            | HC                                              | NOx            | Particolato PM 10                                                               | Unità di misura |
| ---------------------------------------------------------------------------------------- | -------------- | ------------- | ----------------------------------------------- | -------------- | ------------------------------------------------------------------------------- | --------------- |
| Ciclomotore                                                                              | Qualsiasi      | 1             | 1,2 (HC + NOx)                                  | 1,2 (HC + NOx) |                                                                                 | g/km            |
| Motociclo                                                                                | < 150 cc       | 2             | 0,8                                             | 0,15           |                                                                                 | g/km            |
| Motociclo                                                                                | ≥ 150 cc       | 2             | 0,3                                             | 0,15           |                                                                                 | g/km            |
| Autoveicolo e Autocarri leggeri M                                                        | Benzina        | 2,3           | 0,2                                             | 0,15           |                                                                                 | g/km            |
| Autoveicolo e Autocarri leggeri M                                                        | Diesel         | 0,64          | 0,56 (HC + NOx)                                 | 0,5            | 0,05                                                                            | g/km            |
| Autocarri leggeri N ≤ 1.250 kg Autocarri leggeri ≤ 1.700 kg Autocarri leggeri > 1.700 kg | Benzina        | 2,3 4,17 5,52 | 0,2 0,25 0,29                                   | 0,15 0,18 0,21 |                                                                                 | g/km            |
| Autocarri leggeri N ≤ 1.250 kg Autocarri leggeri ≤ 1.700 kg Autocarri leggeri > 1.700 kg | Diesel         | 0,64 0,8 0,95 | 0,56 (HC + NOx) 0,72 (HC + NOx) 0,86 (HC + NOx) | 0,5 0,65 0,78  | 0,05 0,07 0,10                                                                  | g/km            |
| Autocarri pesanti                                                                        | qualsiasi      | 2,1           | 0,66                                            | 5              | 0,10 0,13 per cilindrate unitarie < 0,75 dm³ e regime nominale > 3.000 giri/min | g/kWh           |

## Normative di riferimento
Sono obbligatoriamente Euro 3 i veicoli immatricolati dopo il 1º gennaio 2001; lo sono altresì quelli che rispettano una delle seguenti norme:
- 98/69 CE
- 98/77 CE rif 98/69 CE
- 99/96 CE
- 99/102 CE rif. 98/69 CE
- 2001/1 CE rif. 98/69 CE
- 2001/27 CE
- 2001/100 CE fase A
- 2002/80 CE fase A
- 2003/76 CE fase A

Sono Euro 3 i motocicli (nuovi modelli) immatricolati dopo il 1º gennaio 2007; i modelli Euro 2 in listino hanno potuto  essere venduti fino a gennaio 2008, per i ciclomotori l'obbligatorietà è iniziata il 1º gennaio 2016.

Rispettano una delle seguenti norme:
- 97/24 CE cap. 5 fase III
- 2002/51/CE fase B
- 97/24 CE rif. 2003/77/CE fase B
- 2003/77/CE rif. 2002/51/CE fase B
- 2006/120/CE fase B
- 2006/72/CE fase B
- 2006/72/CE fase C
- 2009/108/CE fase B

Per quanto concerne i ciclomotori immatricolati da luglio 2015, questa normativa si differenzia dalla precedente per il fatto che il monitoraggio dei gas di scarico viene eseguito immediatamente
- 2013/60/CE